# Luis José de Velázquez de Velasco
Luis José de Velázquez de Velasco, marquis de Valdeflores (né 5 novembre 1722 et décédé le 7 novembre 1772) fut un érudit et antiquaire espagnol.

## Biographie
Né à Malaga, il fut chargé par Ferdinand VI de recueillir les anciens monuments de l'histoire d'Espagne et s'acquitta de cette mission avec succès. Il fut élu correspondant de l'Académie des inscriptions de Paris.
En 1766, à la suite d'une émeute, il fut arrêté comme auteur de pamphlets injurieux contre le gouvernement et jeté dans une prison, dont il ne sortit qu'en 1772, quelques mois avant sa mort.
Il a laissé :
- un Essai sur les alphabets inconnus qu'on trouve en Espagne, Madrid, 1752 ;
- Origine de la poésie castillane, 1754 ;
- les Annales de la nation espagnole depuis les temps les plus reculés jusqu'à l'entrée des Romains, 1759 ;
- Conjectures sur les médailles des rois Goths et Suèves d'Espagne, 1759.

## Source
Marie-Nicolas Bouillet  et Alexis Chassang (dir.), « Louis Joseph VELASQUEZ DE VELASCO » dans Dictionnaire universel d’histoire et de géographie, 1878 (lire sur Wikisource)